# 모리카와 토시유키

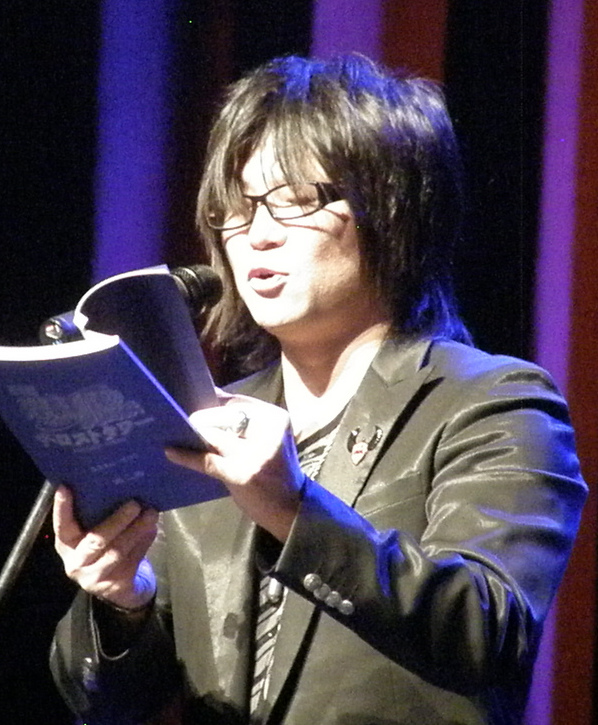
모리카와 토시유키

모리카와 토시유키(일본어: 森川 智之, 1967년 1월 26일 ~ )는 일본의 성우이다. 후지와라 케이지 성우 사후 신영식 역을 배정받았다.

## 출연작
※굵은 글자로 표시된 배역은 주역과 메인캐릭터

### TV 애니메이션
1981년
- 우주선장 율리시스 (유마이오스)

1989년
- 바람의 전사 (무마)
- 침푸이 (아포르프 왕자)

1991년
- 콤콤보이 와프로만 (사토)

1992년
- 테카맨 블레이드 (D 보이, 테카맨 블레이드)
- 내일로 프리킥 (요한 요한센)
- 모험자(바르톨로메오, 크리스토퍼 콜럼버스)
- 남극소년 파푸와(쟝)
- 철인 28호 FX(프랑켄 슈타이너)
- 유유백서 (시시와카마루)

1993년
- 슬램덩크(쿠와타 토키)
- 쾌걸 조로(프레시트 소위)
- 푸른 전설의 슛(카미야 아츠시)
- 왈가닥 작은 아씨(프랜시스 호프만)
- 고스트 스위퍼 미카미(피트)
- 기동전사 V 건담(멧체 루벤스)

1994년
- 떴다! 럭키맨 (승리맨)
- 무적용사 사자왕 (미카즈치)
- 용자경찰 제이데커 (듀크)
- 야마토 타케루 (미카즈치)
- 마멀레이드 보이 (브라이언)

1995년
- 버츄어 파이터 2 (카게마루)
- 꾸러기 수비대 (호루스, 포치로, 우라시마 타로, 허수아비)
- 사랑은 정말 (타시로 유스케)
- 황금로봇 골드런 (월터 왈자크)
- 괴도 세인트 테일 (사와타리 마나토)
- 공상과학세계 걸리버 보이 (로렌스)

1996년
- 기동전함 나데시코 (츠키오미 겐이치로)
- 지옥선생 누베 (타마모 쿄스케)
- 기동신세기 건담 X (샤기아 프로스트)

1997년
- 포켓몬스터 (고스트(23~24화), 시바(71화))
- 베르세르크 (그리피스)
- 초광속 그랜돌 (나라사키 선배)
- 요리왕 비룡 (카라오)
- 포츈 퀘스트 L (클레이)
- 김전일 소년 사건부 (아케치 켄고)
- 마하 Go Go Go (히비키 켄이치)

1998년
- 남해기황 네오랑가 (테츠 하야토)
- 시공전초 나스카 (와스칼)
- DT 에이트론 (로디)
- 유희왕 (죠노우치 카츠야)
- 시공탐정 겐시군 (가면의 남자)
- 수호월천 (미야우치 이즈모)

1999년
- 강철천사 쿠루미 (브랜드 박사)
- 레스톨 특수 구조대 (헤론)
- 히미코전 (시가라)

2000년
- 이누야샤 (나라쿠)
- 디지몬 어드벤처 02 (미이라몬, 오이카와 유키오, 베리알반데몬)
- 파브르 선생은 명탐정 (거미 남작)
- 환상마전 최유기 (호무라)
- 더 파이팅 (알렉산더 볼그 장기에프)
- 원피스 - 하찌, 갓 에넬
- 어둠의 후예 (타츠미 세이이치로)

2001년
- 천사의 꼬리 (청룡 고우)
- 레이브 (게일 글로리)
- 사막의 해적 캡틴 쿠파 (울프 / 그레이)
- 사이보그 009 2001년판 (케인)
- 엑스 (아오키 세이이치로)
- 코스모 워리어 제로 (워리어스 제로)
- 쾌걸 근육맨 2세 (테리 더 키드, 포크 더 자이언트)

2002년
- 베리베리 뮤우뮤우 (용월병)
- 포켓몬스터 어드밴스 제너레이션 (세키드(52화))
- 나루토 (카구야 키미마로)
- 기강선녀 로우란 (오니마루)
- 왕도둑 징 (마스터 기어)
- 키디 그레이드 (시자리오)
- 아쿠에리안 에이지 (아부토 케이지)

2003년
- F-ZERO 팔콘전설 (류 스자쿠)
- 서브마린 슈퍼 99 (오오야마 키즈쿠)
- 똑바로 가자 (와타베 쿄스케)
- 수병위인풍첩 용보옥편 (야규 렌야)
- 세인트 비스트 : 성수강림 (청룡의 고우)
- 라스트 엑자일 (알렉스 로우)
- 풀 메탈 패닉 후못후 (하야시미즈 아츠노부)

2004년
- 오늘부터 마왕! (웰러 경 콘라드)
- 블리치 (쿠로사키 잇신,토센 카나메)
- MADLAX (카롯사 둔)
- 천상천하 (타카야나기 미츠오미)
- 라임색 류기담X CROSS ~사랑, 가르쳐 주세요~ (가모우 다이스케)

2005년
- 갤러리 페이크(ギャラリーフェイク) (후지타 레이지)
- 좋아하는 것은 좋으니까 어쩔 수 없어!! (코즈키 료야)
- SHUFFLE! (마왕 포베시)
- 오늘부터 마왕! 2기 시리즈 (웰러 경 콘라드)
- 투패전설 아카기 (스즈키)
- 디지몬 제볼루션 (마미몬)
- 창성의 아쿠에리온 (토우마 에피놀트)
- 유리가면 두 번째 TV 시리즈 (하야미 마스미)
- 말썽쟁이 동물 (유니히코)
- 스피드 그래퍼 (스이텐구 우쵸우지)

2006년
- 소년 음양사 (청룡)
- 채운국 이야기 (남추영)
- D.Gray-man (티키 믹)
- 전설의 총사 빨간 망토 (제드)
- 009-1 (로키)
- 슈퍼로봇대전 OG 디바인 워즈 (쿄스케 난부)
- 태양의 묵시록 (유이 량밍)
- 나이트 헤드 제네시스 (키리하라 나오토)
- 사랑하는 천사 안젤리크 ~마음이 눈뜰때~ (에른스트)
- 블랙 라군 (창 와이산)
- 두 사람은 프리큐어 Splash Star (고얀)
- 나나 (이치노세 타쿠미)
- 학원 헤븐 (나카지마 히데아키)

2007년
- SHUFFLE! Memories (마왕 포베시)
- ZOMBIE-LOAN (벳코우)
- 오늘부터 마왕! R (웰러 경 콘라드)
- 데빌 메이 크라이 (단테)
- 블루 드래곤 (호메론)
- 나루토 질풍전 (나미카제 미나토)
- 스컬맨 THE SKULL MAN (쿠마시로 마사키)
- 채운국 이야기 2기 시리즈 (남추영)
- 세인트 비스트 : 광음서사시천사담 (청룡의 고우)
- 사랑하는 천사 안젤리크 ~빛나는 내일~ (에른스트)

2008년
- 무한의 주인(기이치)
- 오늘부터 마왕! 3기 시리즈 (웰러 경 콘라드)
- 순정 로맨티카 (이사카 류이치로)
- 펭귄의 문제 (코바야시 죠니)
- 캐산 Sins (디오)
- 망량의 상자 (에노키즈 레이지로)
- 노다메 칸타빌레 파리편 (장 도나디우)
- 앨리슨과 리리아 (트라바스)
- 메이저 4기 (제프 킨)

2009년
- 이누야샤 완결편 (나라쿠)
- 戦国BASARA (카타쿠라 코쥬로)
- 나루토 질풍전 (나미카제 미나토)
- 카시카-꽃을 피우는 청소년 (판 리렌)
- 공중그네 (야마시타 코헤이)
- 드루아가의 탑 2기 (우라곤)
- 라이드백 (키퍼)
- 슈퍼로봇대전 OG 디 인스펙터 (쿄스케 난부)

2010년
- 戦国BASARA2 (카타쿠라 코쥬로)
- 메이저 6기 (제프 킨)
- 링에 걸어라 1 섀도우편 (나폴레옹)
- 노다메 칸타빌레 피날레 (장 도나디우)

2011년
- 세계 제일의 첫사랑 1기, 2기 (이사카 류이치로)
- 토리코 (지로)
- 파이 브레인 신의 퍼즐 (헬베르트 뮬러)
- 데드맨 원더랜드 (아즈마 겐카쿠)
- X-MEN (사이클롭스)

2012년
- 브레이브 10 (사나다 유키무라)

2013년
- 큐티클 탐정 이나바 (오기노 쿠니하루)

2014
- 명탐정 코난 ( 하네다 히데요시 )
- 건담 G 레콘기스타 (케이힐 · 세인트)

2015
- 원 펀맨 (보로)
- Fate / kaleid liner 프리즈 ☆ 이리야 쯔바이 헤르츠! (학생 회장)

2016
- 조커 게임 ( 아마리)
- 단간 론파 3 -The End of 원하는 개 봉우리 학원 - 절망 편 (무나카타 쿄스케)
- 단간 론파 3 -The End of 원하는 개 봉우리 학원 - 미래 편 (무나카타 쿄스케)
- 마크로스 Δ (아라드 · 메루다스

### 극장판
1996년
- 천지무용 in LOVE (마사키 노부유키)

1997년
- 플란다스의 개 극장판(조르쥬)

1998년
- 기동전함 나데시코 The Prince of Darkness (츠키오미 겐이치로)

2001년
- 이니셜 D 서드 스테이지 (니노미야 다이키)

2004년
- 애플시드 2004 극장판 (요시츠네)

2006년
- 태양의 묵시록 (위 량밍/하타 료타로)

2007년
- 벡실 2077 일본쇄국 (키시라기)

2010년
- 나루토 질풍전 The lost tower (나미카제 미나토)

2011년
- 강철의 연금술사 : 미로스의 성스러운 별 (멜빈 보이져)

2013년
- 캡틴 하록 (이소라)

2017년
- 짱구는 못말려 극장판: 습격!! 외계인 덩덩이 (노하라 히로시)

2018년
- 극장판 짱구는 못말려: 아뵤! 쿵후보이즈 ~라면 대란~ (노하라 히로시)
- 극장판 일곱 개의 대죄: 천공의 포로 (벨리온)

2020년
- 짱구는 못말려 극장판: 신혼여행 허리케인 ~사라진 아빠~ (노하라 히로시)
- 극장판 짱구는 못말려: 격돌! 낙서왕국과 얼추 네 명의 용사들 (노하라 히로시)
- 극장판 울트라맨 타이가 뉴 제네에이션 클라이맥스
- 귀멸의 칼날: 주합회의·나비저택 편 (우부야시키 카가야)
- 귀멸의 칼날: 나타구모산 편 (우부야시키 카가야)

2021년
- 용과 주근깨 공주 (저스틴)
- 명탐정 코난: 비색의 부재증명 (하네다 슈이치)

2022년
- 짱구는 못말려 극장판: 동물소환 닌자 배꼽수비대 (노하라 히로시)

2024년
- 극장판 짱구는 못말려: 우리들의 공룡일기 (노하라 히로시)

### OVA
- 나의 지구를 지켜줘 (교크란)
- 슈퍼로봇대전 OVA (쿄스케 난부)
- 마물헌터 요코 (아사쿠라 류이치)
- 풍마의 코지로 (무마)
- 팔견전 (사토미 요시나리)
- 오타쿠의 비디오 (이이야마)
- 바벨 2세 (그리핀)
- 캠퍼스 요정 (난죠)
- 오늘부터 우리는!! (이가라시 형제)
- 몰다이버 (오오조라 히로시)
- 와일드 7 (오오타)
- 키 더 메탈 아이돌 (타타키 슈이치)
- 폭염학원 가드레스 (야마시로 카즈마)
- 정령사 (요우)
- 황룡의 귀 (나츠메 키로에몬)
- 미소녀유격대 배틀 스키퍼 (토도)
- 트윈 시그널 (신죠 경관)
- 카쿠고의 스스메 (하오카)
- 자자우마 카르테 (R.롭스터)
- 프린세스 루즈 (라이가)
- 브레이크 에이지 (디트리히 타카하라)
- 전심 지켜줘 수호월천! (미야우치 이즈모)
- 안젤리크 OVA 시리즈 (에른스트)
- 엑스 에조 (아오키 세이치로)
- EARLY REINS (잭)
- 사립 아라이소 고등학교 학생회 집행부 (쿠보타 마코토)
- 테일러 오브 판타지아 (다오스)
- 세인트 비스트 : 수천의 낮과 밤 (청룡의 고우)
- 파이널 판타지 VII 어드벤트 칠드런 (세피로스)
- 테일즈 오브 심포니아 (유안)
- 오늘부터 마왕! R (웰러 경 콘라드)
- 블랙 라군 OVA 시리즈 (창 와이산)

### 게임
1992년
- 퀴즈 영주의 야망 MD판 (나레이션)

1994년
- 아르남의 이빨 수족 12신도 전설 (켄부)

1995년
- 아랑전설3 -아득한 투쟁 (보브 윌슨, 홍푸)
- 스트리트파이터제로 (내쉬)

1996년
- RB아랑전설 (보브 윌슨, 홍푸)
- 소울 엣지 AC판 (미츠루기 헤이시로, 황성경)
- 안젤리크 Special2 (에른스트)
- 라이트닝 레젠드 다이고의 대모험 (테리픽 포록)
- 스트리트 파이터제로 2 (내쉬)
- 스트리트 파이터제로 3 (내쉬, 류)

1997년
- RB아랑전설 SPECIAL (보브 윌슨, 홍푸)
- 철권 3 (화랑)
- 알바레아의 소녀 (로텔 알누르프 링 담코 볼트)
- 사립 저스티스 학원 LEGION OF HEROES (로베르트 미우라)
- 아르남의 날개 소진의 하늘의 저 쪽에 (켄부)
- 배틀서킷 (사이버블루)

1998년
- 소년탐정 김전일2 지옥 유원 살인 사건 (아케치 켄고)
- 안젤리크 천공의 진혼가 (에른스트)
- RB아랑전설 2 THE NEWCOMERSD (보브 윌슨, 홍푸)
- RB아랑전설 SP DOMINATED MIND (보브 윌슨, 홍푸)
- 소울 칼리버 (미츠루기 헤이시로)
- 소년탐정 김전일3 청룡 전설 살인 사건 (아케치 켄고)
- 설앵화 (오오쿠바 요시히코)

1999년
- 사립 저스티스 학원 열혈 청춘 일기2 (로베르트 미우라)
- 철권 태그 토너먼트 (화랑)
- 마크로스 VF-X2 (만프레트 브랜드)
- 제우스II 칼네지하드 (마크 그랜드)

2000년
- 아지트 3 (실버모즈)
- 페르소나2 벌 (난죠 케이)
- 건퍼레이드 마치 (와카미야 야스미츠)
- 안젤리크 트로와 (에른스트)
- 불타라! 저스티스 학원 (로베르트 미우라)

2001년
- Apocripha/0 (제이드 데이비스)
- CAPCOM VS. SNK 2 MILLIONAIRE FIGHTING 2001 (류, 살의의 파동에 눈을 뜬 류)
- 에바 그레이스II (펠크)
- 그로우 랜서III (빈센트 크로이트)

2002년
- RUNE ~룬~ (하카이노카미)
- 소울 칼리버II (미츠루기 헤이시로)
- 근육맨II세 신세대 초인VS전설 초인 (테리 더 키드)
- 신무의 새 (후카마치 야스나리)
- Shinobi (모리츠네, 아오미즈치)
- 근육맨II세 정의 초인으로의 길 (테리 더 키드, 포크 더 자이언트)

2003년
- 테일즈 오브 심포니아(유안)
- 판타스틱 포츈 2 (요한 하쉘)
- 학원 헤븐 BOY'S LOVE SCRAMBLE! (나카지마 히데아키)
- 안젤리크 에트와르 (에른스트)

2004년
- CAPCOM FIGHTING Jam (류)
- SHUFFLE! (마왕 포베시) : 시바 사가노 명의
- 근육맨 제네레이션즈 (테리 더 키드, 히칼드)
- 학원 헤븐 BOY'S LOVE SCRAMBLE! Type B (나카지마 히데아키)
- 디지몬 배틀 크로니클 (베리얼 반데몬)
- 베르세르크 천년제국의 매편 성마전기의 장 (그리피스)
- 마그나카르타 진홍의 성흔 (아그레이언)

2005년
- Another Century's Episode (츠키오미 켄이치로, 샤기어 프로스트)
- 학원 헤븐 한 그릇 더! (나카지마 히데아키)
- 판타스틱 포츈2☆☆☆ (요한 하쉘)
- NAMCO x CAPCOM (미츠루기 헤이시로, 류)
- Tick! Tack! (포베시) : 시바 사가노 명의
- SHUFFLE! on the Stage (마왕 포베시)
- 소울 칼리버III (미츠루기 헤이시로)
- 킹덤하츠II (세피로스)
- FRONT MISSION5 Scars of the War (월터 펜)

2006년
- 근육맨 머슬 제너레이션 (테리 더 키드, 히칼드)
- 근육맨 머슬 그랑프리MAX (테리 더 키드)
- 건퍼레이드 오케스트라 청의 장 ~빛의 바다로부터 편지를 보냅니다~ (와카미야 야스미츠)
- 그리고 이 우주에 빛나는 너의 시 (에디오스)
- 브레이브 스토리 ~와타루의 모험~ (키 키마)
- 브레이브 스토리 ~새로운 여행자~ (키 키마)
- BLOOD+ 쌍날개의 배틀 윤무곡 (알렉세이 로마노프)
- 전국 BASARA2 (카타쿠라 코쥬로)
- 두근두근 메모리얼 Girl's Side 2nd Kiss (와카오지 타카후미)
- 테일즈 오브 판타지아 PSP판 (다오스)
- 물의 선율2 비의 기억 (아즈미 야스히데)
- Lamento -BEYOND THE VOID- (라이)
- Really? Really! (마왕 포베시) : 시바 사가노 명의

2007년
- 그리고 이 우주에 빛나는 너의 시XXX (에디오스)
- 테일즈 오브 팬덤 Vol.2 (유안)
- 소년음양사 날개여, 하늘로 돌아가라 (청룡)
- 크라이시스 코어 파이널 판타지VII (세피로스)

2008년
- 두근두근 메모리얼 Girl's Side 2nd Season (와카오지 타카후미)
- 바이오쇼크 (아틀라스)
- 리아리아DS (마왕 포베시)

2009년
- SHUFFLE! Essence+ (마왕 포베시) : 시바 사가노 명의

2012년
- 용과 같이5 꿈,이루는 자 : 시나다 타츠오

2013년
- 죠죠의 기묘한 모험 올스타 배틀 (디아볼로)

2015년
- 데빌 메이 크라이 4 스페셜 에디션 : 단테
- 하얀고양이 프로젝트 : 벤자민 플루이드

2016년
- 하얀고양이 프로젝트 : 디트리히 배르크

2017년
- 노을빛 세계에서 너와 노래를 : 오오쿠니누시

2018년
- 하얀고양이 프로젝트 : 로이드 잉그램

### 드라마 CD
- 여신이문록 페르소나(난죠 케이)

1996년
- 영웅전설 Ⅳ 주홍물방울(더글러스)

2007sus
- ZOMBIE-LOAN(벳코우)

### 외화
- 나 홀로 집에 (버즈 맥칼리스터 데빈 라트레이)
- 수퍼 소닉 3 (섀도우 더 헤지혹 키아누 리브스)